# Mattia Perin
Mattia Perin (phát âm tiếng Ý: [matˈtia peˈrin]; sinh ngày 10 tháng 11 năm 1992) là một cầu thủ bóng đá chuyên nghiệp người Ý, chơi ở vị trí thủ môn và đang thi đấu ở Serie A cho câu lạc bộ Juventus.
Perin bắt đầu sự nghiệp vào năm 2010 ở Genoa; được đem cho Padova mượn mùa 2011-12 và Pescara mượn mùa 2012-13; trước khi chuyển sang Juventus vào mùa hè 2018. Ở cấp độ quốc tế, anh là thành viên của Đội tuyển bóng đá Quốc gia Ý tham dự World Cup 2014 nhưng không có cơ hội ra sân.

## Sự nghiệp

### Genoa
Sinh trưởng tại Latina và là sản phẩm của lò đào tạo trẻ Genoa, Perin được đưa lên đội một vào tháng một 2010, tuy nhiên chỉ là sự lựa chọn thứ 3 khi đó. Anh có trận ra sân đầu tiên tại Serie A ngày 22 tháng năm 2011, trong chiến thắng 3-2 trước Cesena.

#### Padova (cho mượn)
Vào tháng 7 năm 2011, anh được đem cho mượn tại Padova, một đội bóng đang chơi tại Serie B. Ngày 1 tháng năm 2011, anh có trận đầu của mình tại Serie B trong chiến thắng 4-2 trước Empoli.

#### Pescara (cho mượn)
Hè năm 2012, Anh được đem cho Pescara mượn, một đội bóng vừa thăng hạng lên Serie A. Mùa giải ấy Perin có 29 lần ra sân.

### Juventus
Ngày 8 tháng năm 2018, Perin trở thành người của Juventus thông qua bản hợp đồng có thời hạn 4 năm trị giá 12 triệu Euro, cùng với 3 triệu tiền thưởng.

## Đội tuyển quốc gia
Perin là sự lựa chọn số một của đội tuyển U17 Italia tại Giải vô địch bóng đá U-17 châu Âu 2009 và Giải vô địch bóng đá U-17 thế giới 2009.
Năm 2010, anh nằm trong thành phần của đội U19 tham gia giải vô địch U-19 châu Âu.
Cũng trong 2010, Perin có lần ra sân đầu tiên cho đội U21 khi anh 17 tuổi vào ngày 11 tháng tám.
Anh lần đầu được gọi lên đội tuyển quốc gia cho một trận giao hữu với Anh tại Bern ngày 15 tháng tám 2012. Bấy giờ Azzurri đang được dẫn dắt bởi Cesare Prandelli.
Perin đã được đưa vào danh sách rút gọn của Prandelli cho World Cup 2014 ở Brasil, và sau đó cũng có tên trong danh sách 23 tuyển thủ chính thức. Anh trở thành cầu thủ trẻ nhất đội tuyển bấy giờ và là người duy nhất chưa ra sân lần nào. Tuy nhiên đội tuyển Ý đã rời giải sau đó với chỉ vỏn vẹn 3 điểm, 1 trận thắng và 2 trận thua, chỉ ghi được 2 bàn thắng và bị thủng lưới 4 bàn.
Anh có trận đầu tiên cho đội tuyển quốc gia ngày 18 tháng 11 năm 2014, trong chiến thắng 1-0 trước Albania, khi vào sân thay cho Savaltore Sirigu trong 17 phút cuối
Vào ngày 9 tháng năm 2016, Perin dính chấn thương khi đang thi đấu cho Genoa, bỏ lỡ cơ hội cùng đội tuyển tại Euro 2016

## Phong cách thi đấu
Perin được đánh giá là một trong những tài năng ở vị trí thủ môn triển vọng nhất của bóng đá Ý trong giai đoạn này. Ở anh có tốc độ, sự dẻo dai cũng như phản xạ nhạy bén và khả năng chọn vị trí tốt.

## Thống kê

### Câu lạc bộ
Tính đến 17 tháng 3 năm 2019
| CLB                 | Mùa giải            | Serie A | Serie A | Coppa Italia | Coppa Italia | Châu Âu | Châu Âu | Khác | Khác | Tổng cộng | Tổng cộng |
| CLB                 | Mùa giải            | Trận    | Bàn     | Trận         | Bàn          | Trận    | Bàn     | Trận | Bàn  | Trận      | Bàn       |
| ------------------- | ------------------- | ------- | ------- | ------------ | ------------ | ------- | ------- | ---- | ---- | --------- | --------- |
| Genoa               | 2010–11             | 1       | 0       | 0            | 0            | –       | –       | –    | –    | 1         | 0         |
| Genoa               | 2013–14             | 37      | 0       | 1            | 0            | –       | –       | –    | –    | 38        | 0         |
| Genoa               | 2014–15             | 32      | 0       | 1            | 0            | –       | –       | –    | –    | 33        | 0         |
| Genoa               | 2015–16             | 25      | 0       | 0            | 0            | –       | –       | –    | –    | 25        | 0         |
| Genoa               | 2016–17             | 16      | 0       | 0            | 0            | –       | –       | –    | –    | 15        | 0         |
| Genoa               | 2017–18             | 37      | 0       | 1            | 0            | –       | –       | –    | –    | 38        | 0         |
| Genoa               | Tổng cộng           | 148     | 0       | 3            | 0            | –       | –       | –    | –    | 151       | 0         |
| Padova (mượn)       | 2011–12             | 25      | 0       | 0            | 0            | –       | –       | –    | –    | 25        | 0         |
| Padova (mượn)       | Tổng cộng           | 25      | 0       | 0            | 0            | –       | –       | –    | –    | 25        | 0         |
| Pescara (mượn)      | 2012–13             | 29      | 0       | 1            | 0            | –       | –       | –    | –    | 30        | 0         |
| Pescara (mượn)      | Tổng cộng           | 29      | 0       | 1            | 0            | –       | –       | –    | –    | 30        | 0         |
| Juventus            | 2018–19             | 8       | 0       | 0            | 0            | 0       | 0       | 0    | 0    | 8         | 0         |
| Juventus            | Tổng cộng           | 8       | 0       | 0            | 0            | 0       | 0       | 0    | 0    | 8         | 0         |
| Tổng cộng sự nghiệp | Tổng cộng sự nghiệp | 210     | 0       | 4            | 0            | 0       | 0       | 0    | 0    | 214       | 0         |

### Quốc tế
Tính đến 4 tháng 6 năm 2018
| Đội tuyển quốc gia | Đội tuyển quốc gia | Đội tuyển quốc gia | Đội tuyển quốc gia |
| Năm                | Trận               | Bàn                |                    |
| ------------------ | ------------------ | ------------------ | ------------------ |
| 2014               | 1                  | 0                  |                    |
| 2015               | 0                  | 0                  |                    |
| 2016               | 0                  | 0                  |                    |
| 2017               | 0                  | 0                  |                    |
| 2018               | 1                  | 0                  |                    |
| Tổng cộng          | 2                  | 0                  |                    |

## Danh hiệu
Juventus
- Serie A: 2018–19
- Coppa Italia: 2023–24[21]
- Supercoppa Italiana: 2018

### Cá nhân
- Đội hình tiêu biểu giải đấu: U17 UEFA Euro 2009
[22]